# FIFA 16
FIFA 16 è un videogioco di calcio. È stato pubblicato da Electronic Arts il 22 settembre 2015 in Nord America, il 24 settembre in Europa e il 25 settembre nel Regno Unito, mentre chi possiede l'abbonamento per EA Access su Xbox One ha avuto a disposizione un'anteprima e ha potuto giocare in digitale già dal 17 settembre. Il gioco è disponibile per PlayStation 3, PlayStation 4, Xbox 360, Xbox One (con Kinect) e PC.
È il 23º titolo della serie. Il gioco è stato presentato all'E3 2015.

## Novità
Per la prima volta in assoluto, in FIFA 16 saranno presenti dodici delle maggiori nazionali femminili di calcio: Australia, Brasile, Canada, Cina, Francia, Germania, Inghilterra, Italia, Messico, Spagna, Svezia e Stati Uniti. Tutti i volti delle atlete presenti nel gioco sono stati analizzati e riprodotti in modo da rendere il gioco ancora più realistico e coinvolgente. Per ricreare i movimenti e le esultanze delle atlete femminili, sono state utilizzate Sydney Leroux, Abby Wambach, Alex Morgan e Megan Rapinoe, quattro tra le migliori calciatrici statunitensi, che si sono sottoposte ad una sessione di motion capture tenutasi negli studi della Electronic Arts in Canada.
Il gameplay del gioco viene migliorato in tutto, dai portieri sino agli attaccanti. I portieri in questa versione hanno un IA migliore rispetto al precedente gioco e hanno più  animazioni. Grazie a 25 miglioramenti adesso la difesa è più reattiva, potendo infatti ora eseguire dei finti "tackle", mentre le scivolate sono più efficienti, grazie anche alla velocità con cui i giocatori riescono a rialzarsi. Sono stati aggiunti dei nuovi cross, chiamati cross dinamici. Il centrocampo, nelle precedenti versioni, svolgeva un ruolo più marginale, mentre in questa release rappresenta il fulcro della squadra, che blocca le ripartenze avversarie e inizia le azioni offensive.

Un'altra novità è quella del No Touch Dribbling, che consiste nel fare una finta senza toccare la palla per poi portarla dall'altra parte dribblando l'avversario. Questa tecnica verrà eseguita meglio dai giocatori con 5 stelle abilità. Per quanto riguarda l'attacco, ora, i tiri sono più realistici e sono state aggiunte nuove finte. La grafica non è molto cambiata rispetto al titolo precedente, tranne il miglioramento dell'illuminazione, anche se la EA ha promesso circa 450 volti e l'aggiunta di 900 cori scansionati in stadi reali. Dopo l'aggiunta nel precedente capitolo della serie della goal-line technology, da quest'anno tutti gli arbitri saranno dotati della bomboletta spray per delineare la distanza tra la palla e la barriera durante un calcio di punizione. Inoltre il produttore Gillard Lopes ha dichiarato in un'intervista:
(Gillard Lopes)
Electronic Arts ha dedicato la sua attenzione anche al miglioramento della Modalità Carriera.
Una delle novità principali è l'introduzione dei tornei estivi precampionato che permetteranno ogni anno, all'inizio della stagione, di scegliere 3 dei 9 tornei disponibili che varieranno in base alla forza ed al blasone della squadra. In caso di vittoria finale della competizione, si otterrà un premio che potrà essere investito sul mercato.
Altra feature degna di nota è il nuovo sistema di allenamento dei giocatori tramite il quale si potranno scegliere sino a cinque giocatori alla settimana da allenare con 30 esercizi specifici, così da decidere quando e quali giocatori migliorare di volta in volta. Va da sé che il potenziamento dei giocatori varierà in base al singolo e al suo potenziale, quindi un ragazzo giovane e promettente salirà più velocemente di un trentatreenne militante in squadre di bassa classifica.
Ulteriori novità sono ad esempio:
- la possibilità di mettere sotto contratto gli svincolati anche fuori dalle finestre di mercato;
- i report degli Scout ora saranno disponibili per una stagione e non solo per 3 mesi come nell'edizione precedente;
- il budget trasferimenti sarà deciso in maniera più realistica, sfruttando una percentuale di quello rimanente nella stagione precedente e modificandolo in base agli obiettivi passati e futuri;
- la possibilità di fare prestiti anche da 2 anni e prestiti brevi della durata di 6 mesi;
- in tutte le amichevoli ci saranno sostituzioni illimitate.

## Demo
La demo di FIFA 16 è uscita fra l'8 e il 10 settembre su Xbox One, PlayStation 4, PC, Xbox 360 e PlayStation 3.
Con la demo si può riscontrare una versione migliorata del gameplay potendo effettuare le seguenti operazioni:
- Giocare in Modalità Calcio d'inizio.
- Provare la Modalità FUT Draft.
- Utilizzare il FIFA Trainer.
- Cimentarci nelle nuove Prove Abilità.
- Godere della presentazione televisiva dei match di Bundesliga.

Le squadre disponibili in modalità calcio d'inizio sono:
- Barcellona
- Real Madrid
- Chelsea
- Manchester City
- Borussia Dortmund
- Borussia M'gladbach
- Paris Saint-Germain
- Inter
- Seattle Sounders
- River Plate
- Nazionale di calcio femminile degli Stati Uniti d'America
- Nazionale di calcio femminile della Germania

Nella demo sarà possibile giocare nei seguenti stadi:
- Santiago Bernabéu -   Real Madrid
- Borussia-Park -   Borussia M'gladbach
- CenturyLink Field -   Seattle Sounders

## Ultimate Team
Ultimate Team è la modalità più giocata di Fifa fin da quando è stata creata e ogni anno continua a migliorare grazie agli aggiornamenti dell'EA. La vera grande novità di Ultimate Team in questa nuova versione, riguarda il FUT Draft, che consiste nel pagare 15 000 crediti subito, scegliere un modulo, scegliere un capitano della squadra tra cinque giocatori disponibili, scegliere un portiere, un difensore e così via, sempre tra 5 giocatori disponibili. Una volta creata la squadra verranno fatte 4 partite con essa. Quando si perderà, la squadra sarà automaticamente eliminata e bisognerà nuovamente pagare 15 000 crediti per rifare la squadra. Se si vinceranno 4 partite si avrà un premio maggiore rispetto a quando ne si vinceranno 1, 2 o 3. I premi possono essere crediti, pacchetti o giocatori. Oltre al draft, per ottenere crediti si può giocare partite, fare compravendita-un metodo per i più esperti- o acquistare Fifa Points, che consentono di aprire pacchetti. È stata già confermata da prima dell'uscita del gioco la presenza delle fasce di prezzo, che servono per limitare l'acquisto di crediti da siti esterni. Come ogni anno, il design delle carte dei giocatori di FUT vengono modificate e perfezionate, in modo da rendere il gioco sempre più vario. L'EA continua, anche durante l'anno, a concedere miglioramenti alla modalità in modo da far diventare i prezzi dei giocatori alla portata di tutti rimodellando le fasce di prezzo o fancendolo indirettamente tramite le offerte per i pacchetti. Ogni giocatore ha delle statistiche che vengono accuratamente impostate in base al proprio rendimento in campo nella realtà e sono: velocità, tiro, passaggio, dribbling, difesa e fisico. Ognuna di queste statistiche è definita da statistiche più accurate; ad esempio, la velocità è costituita dalla media ponderata di "velocità scatto" e "accelerazione". Infine, la media di tutte le statistiche, affiancata ad altre caratteristiche, come la popolarità del giocatore o della squadra per la quale gioca, dà la valutazione finale del giocatore.
Per l'11 gennaio 2016 è prevista l'uscita del Team of the Year (TOTY), una squadra composta dai migliori giocatori della stagione 2014-2015, scelta durante la premiazione del Pallone d'oro.

## Versioni PlayStation 3 e Xbox 360
Per quanto riguarda la Old Gen, vi saranno quasi tutte le novità apportate alla Next Gen per quanto riguarda il gameplay eccetto i cross dinamici e la migliorata intelligenza dei portieri. Per quanto riguarda la grafica non vi saranno grossi cambiamenti eccetto per i 450 miglioramenti dei volti e la presenza dei nuovi 9 stadi. Non vi sarà come in Fifa 15 il Pro Club e sicuramente mancheranno anche i miglioramenti della modalità carriera. Vi sarà invece il Fut Draft. Inoltre la EA ha confermato altre cose che mancheranno alla old gen:
- Creation Centre;
- musica e cori personalizzabili;
- la Coppa del Mondo FIFA interattiva;
- GameFace;
- Match Lobbies;
- commento inglese secondario con Clyde Tyldesley e Andy Townsend.

## Copertine
In ogni edizione sarà presente Lionel Messi, affiancato da altri testimonial, differenti per ogni nazione. Quest'anno la EA darà l'opportunità ai fan di scegliere quali giocatori affiancheranno Messi nella copertina di FIFA 16 in Australia, Francia, Sud America, Messico e Regno Unito. I videogiocatori, dal 16 giugno al 5 luglio, hanno avuto la possibilità di votare il loro calciatore preferito tra una vasta selezione per ogni paese. Il 10 luglio sono stati annunciati i testimonial più votati di ogni paese.
- in Asia è affiancato da  Shinji Kagawa del  Borussia Dortmund;[8]
- in Brasile è affiancato da  Oscar del  Chelsea;[9][10]
- in Sud America è affiancato da  Juan Cuadrado del  Chelsea, in prestito alla  Juventus;[11]
- in Francia è affiancato da  Antoine Griezmann dell' Atlético Madrid;[12]
- in Oceania è affiancato da  Stephanie Catley del  Portland Thorns[13] e  Tim Cahill del  Shanghai Greenland;
- in America centrale è affiancato da  Marco Fabián del  Guadalajara;[14]
- nel Regno Unito è affiancato da  Jordan Henderson del  Liverpool;[15]
- in Polonia è affiancato da  Arkadiusz Milik dell' Ajax;[16]
- negli Stati Uniti è affiancato da  Alex Morgan del  Portland Thorns;[17]
- in Canada è affiancato da  Christine Sinclair del  Portland Thorns;[17]
- in Austria è affiancato da  David Alaba del  Bayern Monaco;[18]
- in Italia è affiancato da  Mauro Icardi dell' Inter;[19]
- in Turchia è affiancato da  Arda Turan del  Barcellona;[20]
- in Svizzera è affiancato da  Yann Sommer del  Borussia M'gladbach;[21]
- in Arabia Saudita da  Yasser Al-Shahrani del  Al-Hilal.

## Telecronisti
- in italiano:  Pierluigi Pardo e  Stefano Nava, da bordocampo  Matteo Barzaghi;
- in tedesco:  Frank Buschmann e  Wolff-Christoph Fuss;
- in ceco:  Jaromír Bosák e  Petr Svěcený;
- in olandese:  Evert Ten Napel e  Youri Mulder;
- in polacco:  Dariusz Szpakowski e  Włodzimierz Szaranowicz;
- in francese:  Hervé Mathoux e  Franck Sauzée;
- In arabo:  Issam Chaouali e  Abdullah Mubarak Al-Harbi;
- in spagnolo:  Ciro Procuna,  Mario Alberto Kempes e  Fernando Palomo;
- in portoghese:  Tiago Leifert e  Caio Ribeiro;
- in inglese:  Clive Tyldesley e  Andy Townsend, da bordocampo  Geoff Shreeves;
- in inglese:  Alan Smith e  Martin Tyler, da bordocampo  Geoff Shreeves;
- in spagnolo:  Manolo Lama e  Paco González;
- in russo:  Yuri Rozanov e  Vasilij Solov'ëv, da bordocampo  Alexander Loginov;
- in portoghese:  Hélder Conduto e  David Carvalho.

## Campionati
La dicitura in grassetto indica il possedimento della licenza.
- A-League
- Airtricity League
- ALJ League
- Allsvenskan
- Barclays Premier League
- FL Championship
- Football League 1
- Football League 2
- Bundesliga
- Bundesliga
- 2.Bundesliga
- Ekstraklasa
- Eredivisie
- Jupiler League
- K-League
- Liga Bancomer MX
- Liga BBVA
- Liga Adelante
- Liga Portuguesa
- Liga Aguila
- Ligue 1
- Ligue 2
- Major League Soccer
- Primera División
- Primera División
- Raiffeisen Super League
- Russian League
- Scottish Premiership
- Serie A TIM
- Serie B[22]
- Süper Lig
- Superliga
- Tippeligaen

### Resto del mondo
I club presenti nella sezione "Resto del Mondo" 
- MLS All-Stars
- Olympiacos
- Panathīnaïkos
- PAOK
- Atlético Mineiro[23]
- Athl. Paranaense
- Avaí
- Coritiba
- Chapecoense
- Cruzeiro
- Figueirense
- Fluminense
- Šachtar
- Kaizer Chiefs
- Orlando Pirates
- Grêmio[23]
- Internacional
- Joinville
- Ponte Preta
- Palmeiras
- Santos
- San Paolo
- Vasco da Gama
- World XI (Una squadra formata da campioni del presente)
- Classic XI (Una squadra formata da campioni del passato)
- Adidas All-Star (Una squadra formata da campioni del presente, testimonial di Adidas)

In FIFA 16 non sarà quindi presente il Campeonato Brasileiro Série A ma saranno incluse 16 squadre brasiliane che saranno tutte disponibili con stemmi e kit originali già dal giorno del lancio.

### Nazionali
In FIFA 16 rispetto al precedente capitolo sono state aggiunte le nazionali di Canada e Cina.
| UEFA - Austria - Belgio - Bulgaria - Danimarca - Finlandia - Francia - Galles - Germania - Grecia - Inghilterra - Irlanda - Irlanda del Nord - Italia - Norvegia - Paesi Bassi - Polonia - Portogallo - Rep. Ceca - Romania - Russia - Scozia - Slovenia - Spagna - Svezia - Svizzera - Turchia - Ungheria | CONMEBOL - Argentina - Bolivia - Brasile - Cile - Colombia - Ecuador - Paraguay - Perù - Uruguay - Venezuela | CONCACAF - Canada - Messico - Stati Uniti | CAF - Camerun - Costa d'Avorio - Egitto - Sudafrica | AFC - Australia - Cina - India | OFC - Nuova Zelanda |

## Stadi
In FIFA 16 saranno presenti tutti gli stadi di FIFA 15, ma ne sono stati aggiunti altri nove, tra cui il Borussia-Park, stadio in cui gioca il Borussia Mönchengladbach, l'Estadio Monumental Antonio Vespucio Liberti dove si giocano le partite del River Plate e lo Stade Vélodrome, che ospita le partite casalinghe del Marsiglia. In più sono stati aggiunti stadi appartenenti a squadre delle leghe americane ed arabe.
La dicitura in grassetto indica i nuovi stadi presenti nel gioco.
| #  | Stadio                | Nome Reale                      | Luogo          | Squadra             | Squadra             | Squadra             |
| -- | --------------------- | ------------------------------- | -------------- | ------------------- | ------------------- | ------------------- |
| 1  | Allianz Arena         | Allianz Arena                   | Germania       | Bayern Monaco       | Bayern Monaco       | Monaco 1860         |
| 2  | HSH Nordbank Arena    | HSH Nordbank Arena              | Germania       | Amburgo             | Amburgo             | Amburgo             |
| 3  | Olympiastadion        | Olympiastadion                  | Germania       | Germania            | Germania            | Hertha Berlino      |
| 4  | Signal Iduna Park     | Signal Iduna Park               | Germania       | Borussia Dortmund   | Borussia Dortmund   | Borussia Dortmund   |
| 5  | Veltins Arena         | Veltins-Arena                   | Germania       | Schalke 04          | Schalke 04          | Schalke 04          |
| 6  | Borussia-Park         | Borussia-Park                   | Germania       | Borussia M'gladbach | Borussia M'gladbach | Borussia M'gladbach |
| 7  | Anfield               | Anfield                         | Inghilterra    | Liverpool           | Liverpool           | Liverpool           |
| 8  | Emirates Stadium      | Emirates Stadium                | Inghilterra    | Arsenal             | Arsenal             | Arsenal             |
| 9  | Etihad Stadium        | Etihad Stadium                  | Inghilterra    | Manchester City     | Manchester City     | Manchester City     |
| 10 | Old Trafford          | Old Trafford                    | Inghilterra    | Manchester Utd      | Manchester Utd      | Manchester Utd      |
| 11 | St James' Park        | St James' Park                  | Inghilterra    | Newcastle Utd       | Newcastle Utd       | Newcastle Utd       |
| 12 | Stamford Bridge       | Stamford Bridge                 | Inghilterra    | Chelsea             | Chelsea             | Chelsea             |
| 13 | Goodison Park         | Goodison Park                   | Inghilterra    | Everton             | Everton             | Everton             |
| 14 | White Hart Lane       | White Hart Lane                 | Inghilterra    | Tottenham           | Tottenham           | Tottenham           |
| 15 | Boleyn Ground         | Boleyn Ground                   | Inghilterra    | West Ham Utd        | West Ham Utd        | West Ham Utd        |
| 16 | Britannia Stadium     | Britannia Stadium               | Inghilterra    | Stoke City          | Stoke City          | Stoke City          |
| 17 | Carrow Road           | Carrow Road                     | Inghilterra    | Norwich City        | Norwich City        | Norwich City        |
| 18 | Vitality Stadium      | Vitality Stadium                | Inghilterra    | Bournemouth         | Bournemouth         | Bournemouth         |
| 19 | King Power Stadium    | King Power Stadium              | Inghilterra    | Leicester City      | Leicester City      | Leicester City      |
| 20 | Liberty Stadium       | Liberty Stadium                 | Galles         | Swansea City        | Swansea City        | Swansea City        |
| 21 | Selhurst Park         | Selhurst Park                   | Inghilterra    | Crystal Palace      | Crystal Palace      | Crystal Palace      |
| 22 | St Mary's Stadium     | St Mary's Stadium               | Inghilterra    | Southampton         | Southampton         | Southampton         |
| 23 | Stadium of Light      | Stadium of Light                | Inghilterra    | Sunderland          | Sunderland          | Sunderland          |
| 24 | The Hawthorns         | The Hawthorns                   | Inghilterra    | West Bromwich       | West Bromwich       | West Bromwich       |
| 25 | Vicarage Road         | Vicarage Road                   | Inghilterra    | Watford             | Watford             | Watford             |
| 26 | Villa Park            | Villa Park                      | Inghilterra    | Aston Villa         | Aston Villa         | Aston Villa         |
| 27 | Loftus Road           | Loftus Road                     | Inghilterra    | QPR                 | QPR                 | QPR                 |
| 28 | The KC Stadium        | The KC Stadium                  | Inghilterra    | Hull City           | Hull City           | Hull City           |
| 29 | Turf Moor             | Turf Moor                       | Inghilterra    | Burnley             | Burnley             | Burnley             |
| 30 | Fratton Park          | Fratton Park                    | Inghilterra    | Portsmouth          | Portsmouth          | Portsmouth          |
| 31 | Wembley               | Wembley                         | Inghilterra    | Inghilterra         | Inghilterra         | Inghilterra         |
| 32 | Camp Nou              | Camp Nou                        | Spagna         | Barcellona          | Barcellona          | Barcellona          |
| 33 | Santiago Bernabéu     | Santiago Bernabéu               | Spagna         | Real Madrid         | Real Madrid         | Real Madrid         |
| 34 | Mestalla              | Mestalla                        | Spagna         | Valencia            | Valencia            | Valencia            |
| 35 | Vicente Calderón      | Vicente Calderón                | Spagna         | Atlético Madrid     | Atlético Madrid     | Atlético Madrid     |
| 36 | Juventus Stadium      | Juventus Stadium                | Italia         | Juventus            | Juventus            | Juventus            |
| 37 | San Siro              | Giuseppe Meazza                 | Italia         | Milan               | Inter               | Inter               |
| 38 | Stadio Olimpico       | Olimpico                        | Italia         | Roma                | Lazio               | Italia              |
| 39 | Parc des Princes      | Parc des Princes                | Francia        | Paris Saint-Germain | Francia             | Francia             |
| 40 | Stade de Gerland      | Stade de Gerland                | Francia        | Olympique Lione     | Olympique Lione     | Olympique Lione     |
| 41 | Stade Vélodrome       | Stade Vélodrome                 | Francia        | Olympique Marsiglia | Olympique Marsiglia | Olympique Marsiglia |
| 42 | BC Place Stadium      | BC Place Stadium                | Canada         | Vancouver Whitecaps | Vancouver Whitecaps | Vancouver Whitecaps |
| 43 | CenturyLink Field     | CenturyLink Field               | Stati Uniti    | Seattle Sounders    | Seattle Sounders    | Seattle Sounders    |
| 44 | Azteca                | Azteca                          | Messico        | América             | Messico             | Messico             |
| 45 | Amsterdam Arena       | Amsterdam ArenA                 | Paesi Bassi    | Ajax                | Paesi Bassi         | Paesi Bassi         |
| 46 | La Bombonera          | La Bombonera                    | Argentina      | Boca Juniors        | Boca Juniors        | Boca Juniors        |
| 47 | El Monumental         | El Monumental                   | Argentina      | River Plate         | Argentina           | Argentina           |
| 48 | King Fahd Stadium     | King Fahd International Stadium | Arabia Saudita | Al-Hilal            | Al-Shabab           | Al-Nassr            |
| 49 | King Abdullah Stadium | King Abdullah Sports City       | Arabia Saudita | Al-Ittihad          | Al-Ahli             | Al-Ahli             |
| 50 | Donbass Arena         | Donbass Arena                   | Ucraina        | Šachtar             | Šachtar             | Šachtar             |

### Stadi generici
- Al Jayeed Stadium
- Aloha Park
- Arena del Centenario
- Arena d'Oro
- Court Lane
- Crown Lane
- Eastpoint Arena
- El Grandioso

- El Libertador
- Estadio de las Artes
- Estadio El Medio
- Estadio Presidente G.Lopes
- Euro Park
- Forest Park Stadium
- Ivy Lane
- Molton Road

- O Dromo
- Sanderson Park
- Stade Municipal
- Stadio Classico
- Stadion 23. Maj
- Stadion Europa
- Stadion Hanguk
- Stadion Neder

- Stadion Olympik
- Town Park
- Union Park Stadium
- Waldstadion
- Arca Stadium